# Shogo Onishi
Shogo Onishi (大西 勝俉 Onishi Shogo?), född 29 juli 1990 i Osaka prefektur, är en japansk fotbollsspelare.
Onishi började sin karriär 2013 i Ehime FC. Efter Ehime FC spelade han för Azul Claro Numazu och Kagoshima United FC.